# Zlatý Bažant
Zlatý Bažant («Златы Бажант», букв. Золотой Фазан) — словацкая пивная торговая марка. Принадлежит одному из крупнейших мировых производителей пива, корпорации Heineken International, которая на словацком рынке также производит пиво торговых марок Corgoň и Kelt. Пиво торговой марки производится на мощностях пивоварни в городке Гурбанове на юго-западе Словакии, на заводе «Сябар» в Бобруйске (Беларусь) и на предприятиях ООО «Объединенные пивоварни Хейнекен» в России.
На рынке США название торговой марки переводится на английский язык — Golden Pheasant.

## История
В 1969 году в городке Гурбаново начала работать пивоварня, построенная на базе основанного двумя годами ранее солодового производства. Пиво новой пивоварни было названо Zlatý Bažant и быстро завоевало популярность в тогдашней Чехословакии. Уже в течение первых десяти лет деятельности пивоварни пиво Zlatý Bažant начало экспортироваться в 12 стран мира, причём не только в СССР и другие соцстраны, но «на Запад» (Австрия, Дания, Греция) и даже в Уганду.
В 1971 году на предприятии в Гурбанове была запущена первая в Чехословакии линия по розливу пива в жестяные банки.
Новое развитие история пивоварни и бренда Zlatý Bažant получила в 1995 году, когда их владельцем стал нидерландский пивоваренный гигант Heineken, который инвестировал значительные средства в модернизацию производства и масштабные маркетинговые мероприятия для усиления позиций этой торговой марки на внутреннем и внешних рынках. В частности, в течение 1995—1999 г.г. марка Zlatý Bažant выступала титульным спонсором словацкого хоккейного клуба «Банска-Бистрица», который в эти годы носил название Iskra Zlatý Bažant. В результате активности нового владельца объемы продаж пива Zlatý Bažant на рынке Словакии за несколько лет удвоились, а солодовое производство пивоварни стало крупнейшим в регионе с мощностью 140 тысяч тонн солода в год.
Сейчас операционное управление активами Heineken в Словакии осуществляется дочерней компанией Heineken Slovensko.

## Сорта
- Zlatý Bažant 10 % — светлое пиво с плотностью 10 % и содержанием алкоголя 4,1 %; тара — бутылка 0,5 л, банка 0,5 л;
- Zlatý Bažant (Golden Pheasant) 12 % — светлое пиво с плотностью 12 % и содержанием алкоголя 4,7 %; тара — бутылки 0,33 л и 0,5 л, банка 0,5 л;
- Zlatý Bažant '73 — светлое пиво с плотностью 12 % и содержанием алкоголя 4,5 %; оригинальный рецепт от 16 апреля 1973 года, характеризуется увеличенным до 6 недель сроком дображивания и созревания; тара — бутылки 0,5 л, банка 0,5 л;
- Zlatý Bažant Tmavé — тёмное пиво с плотностью 10 % и содержанием алкоголя 3,8 %; тара — бутылки 0,5 л, банка 0,5 л;
- Zlatý Bažant 0,0 % — безалкогольное светлое пиво; тара — бутылки 0,33 л и 0,5 л, банка 0,5 л;
- Zlatý Bažant Tmavé 0,0 % — безалкогольное тёмное пиво; тара — банка 0,5 л;
- Zlatý Bažant Medový Porter — портер с добавлением мёда; экстрактивность начального сусла 19 %, содержание алкоголя 6,7 %; тара — бутылка 0,33 л.

## Признание
В 2006 году Zlatý Bažant 12 % вошло в книгу немецкого писателя, поэта и популяризатора пива Михаеля Рудольфа (Michael Rudolf) «100 лучших сортов пива в мире» (нем. Die 100 besten Biere der Welt).

## Фотогалерея
- Пиво Zlatý Bažant '73 в вагоне-ресторане поезда Вена - Львов.
- Рекламный автобус Zlatý Bažant в центре города Комарно.
- Реклама Zlatý Bažant на историческом трамвае в Кошице.